# We Ride (Band)
We Ride ist eine 2009 gegründete fünfköpfige Hardcore-Punk-Band aus Vigo, Spanien.

## Geschichte
Die 2009 in Vigo, Spanien gegründete Band besteht aus der Sängerin Mimi Telmo, den beiden Gitarristen Borja Trigo und Nuno Alves,  dem Bassisten Victor Rodríguez und dem Schlagzeuger Brais Lomba. Noch im Gründungsjahr erschien eine Demo in Eigenregie.
2010 erfolgte die Produktion und Veröffentlichung des Debüt-Longplayers Directions, die über die Labels Chorus of One Records, Fragment Records und Learn to Trust Records erfolgte. Das zweite Album On the Edge erschien über Farewell Records in Europa, Seven Eight Life Recordings in Brasilien und Samstrong Records in Indonesien.
Vom 1. bis 22. September 2012 tourte die Gruppe auf der On the Edge Tour durch Europa. Die Musiker machten Station in Spanien, Frankreich, Tschechien, Österreich und Italien.
Am 5. September 2013 startete die Gruppe ihre erste ausgedehnte Konzertreise durch ganz Lateinamerika. Auftritte fanden in Argentinien (3 Auftritte), Uruguay, Ecuador, Chile (4 Konzerte), Peru, Panama, Mexiko (10 Auftritte), Brasilien (10 Auftritte), Kolumbien, Nicaragua, El Salvador, Costa Rica, Honduras und den Vereinigten Staaten (2 Konzerte) statt. Die Tournee endete am 3. November 2013 mit einem Konzert in Pomona. Am 21. November 2013 ist eine Europatournee geplant.

## Stil
We Ride spielen auf Directions eine klassische Version des Hardcore Punk. Im Gegensatz zu den meisten Vertretern des Genres übernimmt bei der Gruppe mit Mimi eine Frau den Posten des Frontsängers. Die Gitarren wechseln zwischen schnellen und Midtempo-Riffs. Die meisten Songs sind in englischer Sprache verfasst. Ausnahme bildet das Stück Epilogue aus dem Debütalbum Directions, dass zusätzlich auf Französisch und Spanisch eingespielt wurde und dreisprachig ist. Zudem findet sich in dem Stück eine Hip-Hop-Passage. Auch Elemente des 2-Step ist in manchen Stücken vorhanden. Vergleichen lässt sich die Musik mit Terror, Madball, All for Nothing, Sick of It All und Death Before Dishonor.

## Diskografie

### Demos
- 2009: Demo 2009

### Alben
- 2010: Directions (Chorus of One Records, Fragment Records, Learn to Trust Records)
- 2012: On the Edge (Farewell Records, Seven Eight Life Recordings, Samstrong Records)
- 2017: Empowering Life (Victory Records)